# 葉靜涵
葉靜涵（英文名：Yeh Ching-Han，1月23日—），出生於臺灣臺北人。進入演藝圈後，分別在台灣、中國大陸等地從事電視廣告、MV、偶像劇、電影等演藝工作。

## 廣告
2018 
- 《愛買-自有品牌》
- 《Dr. Wu-好朋友是什麼》
- 《必勝客-周年慶》
- 《東森購物app-媽媽的真相》
- 《Lady Me內衣代言》
- 《over digi手機殼》
- 《保健食品-鈣溶易》

2017 
- 《囍福金飾廣告》

2016 
- 《TSUM藍芽音響初戀篇》
- 《騰訊＋微信99公益廣告》
- 《百度糯米》
- 《EMOON依夢内衣》
- 《阿里巴巴螞蟻金服(平面)》

2015 
- 《高露潔》
- 《寶島鐘錶》
- 《樂事超濃起司》
- 《566萌髮洗髮精-姜姜姜片》
- 《戰國炎舞卡牌手機游戰》
- 《必勝客海陸瘋趴大拼盤》
- 《綠油精滾珠瓶》
- 《褐藻糖膠 褐 抑定藻寡糖》
- 《維力食品 一度讚(幸福篇)》
- 《德國喜療瘀-釋放你的行動力》
- 《人力資源調查與蔡阿嘎》
- 《全聯-中元祈福祭-杰森回來篇》
- 《王品舒果網路廣告》

2014              
- 《新光三越周年慶-拍袋篇》

2013
- 《國稅局宣導片 》
- 《信義房屋婉婷篇》
- 《三商美邦人壽職棒球星篇》

## 電視劇
- Ｃ cup（安可）
- 大北京小保安
- 櫻桃小丸子 飾演 學生
- 女神的戰争(DAISY)
- 姊的時代 飾演 經紀人
- 20之後 飾演 小路
- 你那邊怎樣·我這邊OK 飾演 記者同事
- 比悲傷更悲傷的故事：影集版 飾演 相親對象
- 女兒大人加個賴 飾演 婚友社紅娘
- 某某 飾演 監考老師

## 微電影
- 2015 十二年國教片
- Clear淨洗髮乳
- 勞動局宣導微電影
- 囍福金飾

## 電影
- 2018 B計劃（唐糖）
- 2017 大里段譽-玉面夜叉（邵明珠）
- 2017 濟公之英雄歸位（蛇精）
- 2017 鋼琴愛人（刑佳璐）
- 2016 失控謊言（受害者）
- 2015 鐵支路 (TANYA)
- 2024 鬼才之道 （页面存档备份，存于） (同學姐)

## MV
- 2019 方泂鑌 A-Bin 時光機器 mv女主角
- 2022 Rita Rita年華《緣起》mv女主角